# Championnats du monde de ski-alpinisme 2004
Navigation
Édition précédente Édition suivante
Les Championnats du monde de ski-alpinisme 2004 organisés par l'International Council for Ski Mountaineering Competitions (ISMC), se sont tenus au Val d'Aran en Espagne, du 1er au 6 mars 2004. 
Comparé aux Championnats du monde de 2002, une course en relais et une Vertical Race ont été ajoutées au programme.

## Résultats

### Classements par nations et médailles
(tout âge confondu)
| Rang | Pays               | Vertical Race | Vertical Race | Vertical Race     | Vertical Race      | Par équipe | Par équipe    | Par équipe        | Par équipe         | Individuel | Individuel    | Individuel        | Individuel         | Relais | Relais        | Relais            | Relais             |              |
| Rang | Pays               | Points        | Médaille d'or | Médaille d'argent | Médaille de bronze | Points     | Médaille d'or | Médaille d'argent | Médaille de bronze | Points     | Médaille d'or | Médaille d'argent | Médaille de bronze | Points | Médaille d'or | Médaille d'argent | Médaille de bronze | Total points |
| 1    | Suisse             | 501           | 2             | 2                 | 1                  | 466        | 1             | 1                 |                    | 1 378      | 3             |                   | 2                  | 364    | 1             |                   | 1                  | 2 709        |
| 2    | Italie             | 469           | 2             | 2                 | 4                  | 436        |               | 1                 | 1                  | 1 390      | 1             | 1                 | 1                  | 344    |               | 1                 | 1                  | 2 639        |
| 3    | France             | 351           | 1             | 1                 |                    | 460        | 1             |                   | 1                  | 1 255      |               | 1                 | 1                  | 380    | 1             | 1                 |                    | 2 446        |
| 4    | Espagne            | 350           | 1             |                   | 1                  | 222        |               |                   |                    | 1 018      |               | 1                 |                    | 296    |               |                   |                    | 1 886        |
| 5    | République tchèque | 286           |               |                   |                    | 134        |               |                   |                    | 453        |               |                   |                    | 280    |               |                   |                    | 1 153        |
| 6    | Slovaquie          | 252           |               | 1                 |                    | 114        |               |                   |                    | 582        |               |                   |                    | 144    |               |                   |                    | 1 092        |
| 7    | Allemagne          | 268           |               |                   |                    | 224        |               |                   |                    | 320        |               |                   |                    | 120    |               |                   |                    | 932          |
| 8    | Slovénie           | 160           |               |                   |                    | 78         |               |                   |                    | 425        |               |                   |                    | 140    |               |                   |                    | 803          |
| 9    | Andorre            | 151           |               |                   |                    | 104        |               |                   |                    | 150        |               |                   |                    | 132    |               |                   |                    | 537          |
| 10   | Roumanie           | 55            |               |                   |                    | 28         |               |                   |                    | 290        |               |                   |                    | 136    |               |                   |                    | 509          |
| 11   | Grèce              | 142           |               |                   |                    | 42         |               |                   |                    | 193        |               |                   |                    | 116    |               |                   |                    | 493          |
| 12   | Pologne            |               |               |                   |                    | 68         |               |                   |                    | 298        |               | 1                 |                    | 124    |               |                   |                    | 490          |
| 13   | Autriche           | 148           |               |                   |                    | 64         |               |                   |                    | 147        |               |                   |                    |        |               |                   |                    | 359          |
| 14   | Japon              | 109           |               |                   |                    | 14         |               |                   |                    | 64         |               |                   |                    | 112    |               |                   |                    | 299          |
| 15   | Bulgarie           | 56            |               |                   |                    | 34         |               |                   |                    | 186        |               |                   |                    |        |               |                   |                    | 276          |
| 16   | États-Unis         | 146           |               |                   |                    |            |               |                   |                    | 128        |               |                   |                    |        |               |                   |                    | 274          |
| 17   | Royaume-Uni        | 127           |               |                   |                    | 14         |               |                   |                    | 58         |               |                   |                    |        |               |                   |                    | 199          |
| 18   | Danemark           | 121           |               |                   |                    | 18         |               |                   |                    | 53         |               |                   |                    |        |               |                   |                    | 192          |
| 19   | Canada             | 95            |               |                   |                    |            |               |                   |                    | 75         |               |                   |                    |        |               |                   |                    | 170          |
| 20   | Liechtenstein      | 82            |               |                   |                    |            |               |                   |                    | 74         |               |                   |                    |        |               |                   |                    | 156          |
| 21   | Russie             | 70            |               |                   |                    | 16         |               |                   |                    | 53         |               |                   |                    |        |               |                   |                    | 139          |
| 22   | Argentine          | 68            |               |                   |                    | 12         |               |                   |                    | 45         |               |                   |                    |        |               |                   |                    | 125          |
| 23   | Chine              | 89            |               |                   |                    |            |               |                   |                    |            |               |                   |                    |        |               |                   |                    | 89           |
| 24   | Maroc              | 61            |               |                   |                    |            |               |                   |                    | 8          |               |                   |                    |        |               |                   |                    | 69           |
| 25   | Érythrée           | 60            |               |                   |                    |            |               |                   |                    |            |               |                   |                    |        |               |                   |                    | 60           |
| 26   | Chili              | 34            |               |                   |                    | 2          |               |                   |                    | 14         |               |                   |                    |        |               |                   |                    | 50           |
| 27   | Corée du Sud       | 27            |               |                   |                    |            |               |                   |                    | 9          |               |                   |                    |        |               |                   |                    | 36           |
| 28   | Belgique           |               |               |                   |                    |            |               |                   |                    | 30         |               |                   |                    |        |               |                   |                    | 30           |
| 29   | Croatie            | 26            |               |                   |                    |            |               |                   |                    |            |               |                   |                    |        |               |                   |                    | 26           |

### Vertical race
Évènement couru le 2 mars 2004
Différences altitude : (ascension) : 950 m
Liste des 10 meilleurs participants (incluant les "Espoirs"):
| Rang               | Participant                 | Temps total |
| ------------------ | --------------------------- | ----------- |
| Médaille d'or      | Favre-Moretti               | 48 min 21 s |
| Médaille d'argent  | Isabella Crettenand-Moretti | 50 min 13 s |
| Médaille de bronze | Gloriana Pellissier         | 50 min 56 s |
| 4                  | Corinne Favre               | 52 min 26 s |
| 5                  | Jeannie Wall                | 53 min 22 s |
| 6                  | Annamaria Baudena           | 54 min 34 s |
| 7                  | Marie Troillet              | 56 min 13 s |
| 8                  | Christine Echtler-Schleich  | 56 min 51 s |
| 9                  | Lucie Oršulová              | 57 min 28 s |
| 10                 | Maria Luisa Riva            | 57 min 45 s |

| Rang               | Participant             | Temps total |
| ------------------ | ----------------------- | ----------- |
| Médaille d'or      | Patrick Blanc           | 40 min 27 s |
| Médaille d'argent  | Florent Perrier         | 40 min 51 s |
| Médaille de bronze | Sébastien Epiney        | 41 min 27 s |
| 4                  | Jean Pellissier         | 41 min 47 s |
| 5                  | Olivier Nägele          | 41 min 49 s |
| 6                  | Andreas Ringhofer       | 43 min 00 s |
| 7                  | Manuel Pérez Brunicardi | 43 min 08 s |
| 8                  | Martin Riz              | 43 min 39 s |
| 9                  | Jean-Yves Rey           | 43 min 49 s |
| 10                 | Javier Martín de Villa  | 44 min 07 s |

### Par équipes
Évènement couru le 3 mars 2004
Différences altitude : 
- Ascension : 2 128 m
- Descente : 2 128 m

Liste des 10 meilleurs participants:
| Rang               | Équipe                        | Temps total     |
| ------------------ | ----------------------------- | --------------- |
| Médaille d'or      | Favre-Moretti/Mabillard       | 3 h 05 min 43 s |
| Médaille d'argent  | Bapst/Crettenand-Moretti      | 3 h 18 min 50 s |
| Médaille de bronze | Corinne Favre/Toïgo           | 3 h 20 min 25 s |
| 4                  | Oggeri/Ducognon               | 3 h 20 min 41 s |
| 5                  | Bourillon/Lathuraz            | 3 h 21 min 03 s |
| 6                  | Nex/Riva                      | 3 h 24 min 36 s |
| 7                  | Rogger/Renzler                | 3 h 25 min 23 s |
| 8                  | Magnenat/Zimmermann           | 3 h 42 min 17 s |
| 9                  | Echtler-Schleich/Treimer      | 3 h 45 min 59 s |
| 10                 | Roca Rodríguez/C. Bes Ginesta | 3 h 55 min 04 s |

| Rang               | Équipe                 | Temps total     |
| ------------------ | ---------------------- | --------------- |
| Médaille d'or      | P. Blanc/Perrier       | 2 h 31 min 54 s |
| Médaille d'argent  | Battel/Pellissier      | 2 h 33 min 19 s |
| Médaille de bronze | Brunod/Reichegger      | 2 h 34 min 45 s |
| 4                  | J.-Y. Rey/Epiney       | 2 h 37 min 18 s |
| 5                  | Hug/Pittex             | 2 h 38 min 35 s |
| 6                  | Meilleur/Tomio         | 2 h 39 min 25 s |
| 7                  | Leitner/Svätojánsky    | 2 h 39 min 59 s |
| 8                  | Giacomelli/Mezzanotte  | 2 h 40 min 22 s |
| 9                  | Lugger/Ringhofer       | 2 h 41 min 53 s |
| 10                 | Taramarcaz/F. Troillet | 2 h 43 min 38 s |

### Individuel
Évènement couru le 5 mars 2004
- Distance : ~ 20 km
- Différences altitude : 
  - Ascension : 1 720 m
  - Descente : 1 720 m

Liste des 10 meilleurs participants (incluant les "Espoirs"):
| Rang               | Participant                 | Temps total          |
| ------------------ | --------------------------- | -------------------- |
| Médaille d'or      | Cristina Favre-Moretti      | 2 h 21 min 55 s      |
| Médaille d'argent  | Gloriana Pellissier         | 2 h 30 min 10 s      |
| Médaille de bronze | Isabella Crettenand-Moretti | 2 h 31 min 57 s      |
| 4                  | Catherine Mabillard         | 2 h 33 min 05 s      |
| 5                  | Delphine Oggeri             | 2 h 35 min 18 s      |
| 6                  | Nathalie Bourillon          | 2 h 35 min 52 s      |
| 7                  | Véronique Lathuraz          | 2 h 35 min 53 s      |
| 8                  | Maria Luisa Riva            | 2 h 39 (+3) min 01 s |
| 9                  | Marie Troillet              | 2 h 43 min 09 s      |
| 10                 | Corinne Favre               | 2 h 44 min 15 s      |

| Rang               | Participant        | Temps total     |
| ------------------ | ------------------ | --------------- |
| Médaille d'or      | Rico Elmer         | 2 h 00 min 38 s |
| Médaille d'argent  | Florent Perrier    | 2 h 01 min 03 s |
| Médaille de bronze | Dennis Brunod      | 2 h 01 min 19 s |
| 4                  | Manfred Reichegger | 2 h 02 min 11 s |
| 5                  | Alexander Lugger   | 2 h 02 min 22 s |
| 6                  | Patrick Blanc      | 2 h 03 min 31 s |
| 7                  | Grégory Gachet     | 2 h 05 min 50 s |
| 8                  | Olivier Nägele     | 2 h 05 min 06 s |
| 9                  | Taramarcaz         | 2 h 06 min 16 s |
| 10                 | Jean Pellissier    | 2 h 06 min 18 s |

### Relais
Évènement couru le 6 mars 2004
Liste des 10 meilleures équipes de relais (incluant les "Espoirs"):
| Rang               | Équipes                                                                | Temps total |
| ------------------ | ---------------------------------------------------------------------- | ----------- |
| Médaille d'or      | Isabella Crettenand-Moretti/Catherine Mabillard/Cristina Favre-Moretti | 46 min 02 s |
| Médaille d'argent  | Nathalie Bourillon/Véronique Lathuraz/Delphine Oggeri                  | 47 min 16 s |
| Médaille de bronze | Annamaria Baudena/Christiane Nex/Gloriana Pellissier                   | 49 min 21 s |
| 4                  | Alice Korbová/Kamila Bulířová/Lucie Oršulová                           | 50 min 45 s |
| 5                  | Emma Roca Rodríguez/Cristina Bes Ginesta/Iolanda García Sàez           | 52 min 25 s |

| Rang               | Équipes                                                                          | Temps total      |
| ------------------ | -------------------------------------------------------------------------------- | ---------------- |
| Médaille d'or      | Stéphane Brosse/Cédric Tomio/Florent Perrier/Patrick Blanc                       | 49 min 33 s      |
| Médaille d'argent  | Carlo Battel/Graziano Boscacci/Martin Riz/Guido Giacomelli                       | 49 min 43 s      |
| Médaille de bronze | Alexander Hug/Alain Richard (en)/Pierre Bruchez/Rico Elmer                       | 51 min 46 s      |
| 4                  | Agustí Roc Amador/Javier Martín de Villa/Dani León Roca/Manuel Pérez Brunicardi  | 52 min 44 s      |
| 5                  | Miroslav Leitner/Branislav Kačina/Milan Madaj/Peter Svätojánsky                  | 53 min 17 s      |
| 6                  | Tone Karničar/Jernej Karničar/Žiga Karničar/Marko Lihteneker                     | 56 min 44 s      |
| 7                  | Ionuţ Găliţeanu/Silviu Manea/Péter Károly/Lucian Clinciu                         | 57 min 35 s      |
| 8                  | Joan Vilana Díaz/Manel Pelegrina Lopez/Xavier Capdevila Romero/Toni Casals Rueda | 57 min 44 s      |
| 9                  | Jaroslav Bánský/Tomáš Němec/Michal Němec/Miroslav Duch                           | 58 min 23 s      |
| 10                 | Jakub Brzosko/Grzegorz Bargiel/Adam Gomola/Maciej Ziarko                         | 58 min 45 s      |
| 11                 | Toni Steurer/Tim Stachel/Gerhard Reithmeier/Stefan Klinger                       | 54 (+6) min 15 s |

### Combiné
(Individuel, équipes et vertical race)
Liste des 10 meilleurs participants:
| Rang               | Participant                 |
| ------------------ | --------------------------- |
| Médaille d'or      | Cristina Favre-Moretti      |
| Médaille d'argent  | Catherine Mabillard         |
| Médaille de bronze | Isabella Crettenand-Moretti |
| 4                  | Delphine Oggeri             |
| 5                  | Nathalie Bourillon          |
| 6                  | Véronique Lathuraz          |
| 7                  | Corinne Favre               |
| 8                  | Maria Luisa Riva            |
| 9                  | Astrid Renzler              |
| 10                 | Silvia Treimer              |

| Rang               | Participant             |
| ------------------ | ----------------------- |
| Médaille d'or      | Florent Perrier         |
| Médaille d'argent  | Patrick Blanc           |
| Médaille de bronze | Dennis Brunod           |
| 4                  | Manfred Reichegger      |
| 5                  | Jean Pellissier         |
| 6                  | Alexander Lugger        |
| 7                  | Peter Svätojánsky       |
| 8                  | Pierre-Marie Taramarcaz |
| 9                  | Miroslav Leitner        |
| 10                 | Christian Pittex        |